# The Middleman
The Middleman è una serie televisiva statunitense. La serie, che è stata sviluppata per la televisione da Javier Grillo-Marxuach per la ABC Family, è basata sulla serie della Viper Comics The Middleman, ideato da Grillo-Marxuach e da Les McClaine. La serie è stata trasmessa negli Stati Uniti per una stagione nel 2008. In Italia è stata trasmessa dal canale pay Fox, nell'estate 2009, e successivamente in chiaro su Rai 4.
Confermata inizialmente per una serie di 13 episodi è stata poi diminuita a 12 per i bassi ascolti. Nel febbraio 2009 è stato annunciato un fumetto basato sul tredicesimo episodio, quello non prodotto, confermando la cancellazione della serie.

## Trama
The Middleman (non viene mai citato il suo vero nome) è un risolutore indipendente di "problemi esotici", fra i quali scienziati pazzi che cercano di conquistare il mondo, alieni ostili e varie creature sovrannaturali.
L'artista emergente Wendy Watson, grazie alla sua memoria fotografica ed al suo sangue freddo quando è sotto pressione, viene reclutata da Ida, un robot sotto forma di un'anziana e scontrosa signora, e da Middleman, per diventare la futura Middleman.
La serie ha numerosi riferimenti alla cultura pop, inclusi moltissimi fumetti: in un'occasione Wendy si presenta come "Robin, il ragazzo ostaggio", una citazione de Il ritorno del Cavaliere Oscuro di Frank Miller, citando il cinico soprannome che il Joker usa attribuire al giovane alleato di Batman.
Wendy vive in un appartamento in subaffitto, insieme alla sua giovane amica fotogenica e attivista animalista Lacey. Un tempo aveva un fidanzato di nome Ben che studiava cinema, con cui ha rotto e che ha pubblicato su internet il filmato della loro rottura. Lacey è ignara della vera natura del lavoro di Wendy, ma intuisce che le nasconde qualcosa; inoltre, ha una cotta per il Middleman.

## Episodi
| Stagione       | Episodi | Prima TV USA | Prima TV Italia |
| -------------- | ------- | ------------ | --------------- |
| Prima stagione | 12      | 2008         | 2009            |